# Sung Pching
Sung Pching (čínsky pchin-jinem Sòng Píng, znaky 宋平; * 24. dubna 1917) je bývalý čínský komunistický politik, v mládí stranický aktivista a komunistický novinář, v 50. a 60. letech pracoval v čínském vládním aparátu na úrovni náměstka ministra, v 70. letech působil v provincii Kan-su, naposled jako první tajemník provinčního výboru KS Číny a předseda provinčního revolučního výboru. Roku 1981 se vrátil do centrálních úřadů v Pekingu, jako místopředseda a předseda Státní plánovací komise, státní poradce, vedoucí organizačního oddělení ÚV KS Číny, člen politbyra a člen stálého výboru politbyra. Roku 1992 odešel do penze, neformální vliv si zachoval i následujícím desetiletí.

## Život
Sung Pching se narodil 6. října 1929 v okresu Ťü na jihovýchodě provincie Šan-tung. Roku 1934 byl přijat na Pekingskou univerzitu na studia zemědělství, následující rok přešel ke studiu chemie na univerzitě Čching-chua. Připojil se ke studentským aktivistům a roku 1937 vstoupil do Komunistické strany Číny.
V roce 1938 odešel do Jen-anu studovat na Institutu marxismu-leninismu a ústřední stranické škole. Po ukončení studia na institutu zůstal jako pedagog a administrátor, pracoval i v ústředním stranickém výzkumném úřadu. V roce 1941 byl přeložen na místo pomocníka tajemníka oddělení propagandy Jižního byra ÚV KS Číny (v Čchung-čchingu, byro vedl Čou En-laj), poté pracoval v komunistickém tisku a agentuře Sin-chua v Čchung-čchingu, naposled jako vedoucí tamní pobočky agentury.
Po vítězství v protijaponské válce se jeho pobočka agentury Sin-chua (s kuomintangskou vládou) přesunula do Nankingu. Během mírových rozhovorů mezi komunisty a Kuomintangem působil jako politický tajemník Čou En-laje. Po neúspěchu mírových rozhovorů byl převelen do Mandžuska, kde se podílel na práci Severovýchodního deníku v Charbinu a na založení Charbinského deníku. Později se stal zástupcem tajemníka jednoho z okresních výborů KS Číny v Charbinu. Po dobytí Šen-jangu roku 1948 pracoval v tamním tisku.
Po roce 1949 pracoval v odborech, postupně jako vedoucí oddělení, generální sekretář a místopředseda odborů severovýchodní Číny. Roku 1952 byl přeložen do Pekingu, kde vedl oddělení práce a mezd ve Státní plánovací komisi, byl náměstkem ministra práce a poté místopředsedou Státní plánovací komise. Roku 1960 byl převeden do Severozápadního byra ÚV KS Číny v němž vedl odbor plánování. Roku 1963 se stal zástupcem ředitele výboru pro výstavbu podniků „třetí linie“ v severozápadní Číně.
Během kulturní revoluce byl odsunut na nevýznamná místa v provincii Kan-su. V roce 1972 se stal jedním z tajemníků kansuského provinčního výboru KS Číny a místopředsedou provinčního revolučního výboru; v červnu 1977 byl povýšen na prvního tajemníka kansuského provinčního výboru KS Číny, předsedu kansuského provinčního revolučního výboru a druhého politického komisaře Lančouského vojenského okruhu. Na XI. sjezdu KS Číny v srpnu 1977 byl zvolen členem ústředního výboru (znovuzvolen na následujících sjezdech roku 1982 a 1987). Roku 1978 byl zvolen poslancem Všečínského shromáždění lidových zástupců. Patřil k několika regionálním vůdcům (dále Čchin Ťi-wej v pekingském vojenském okruhu, Wan Li v An-chueji a Sü Ťia-tchun v Ťiang-su) kteří patřili k věrným stoupencům Teng Siao-pchinga a měli k němu přímý přístup. Koncem 70. let Sung Pching a další Tengovi spojenci v regionech (Wan Li, Čao C’-jang v S’-čchuanu a Liou Ťie v Che-nanu) před odpor konzervativců v centrální vládě a rozpor s oficiální vládní politikou realizovali protržní reformy v zemědělství, šlo především o zavedení „systému odpovědnosti domácností“ (rozdělení půdy domácnostem, které za ni odváděly pevně stanovené množství produkce, zbytek jim zůstal k volnému prodeji).
V roce 1981 se Sung Pching vrátil do centrálních pekingských úřadů, když převzal funkci místopředsedy Státní plánovací komise. V nové vládě Čao C’-janga jmenované červnu 1983 se stal státním poradcem a předsedou Státní plánovací komise, namísto místopředsedy vlády Jao I-lina. V květnu 1987, několik měsíců před XIII. sjezdem KS Číny v říjnu/listopadu 1987 přešel do stranického aparátu a převzal vedení organizačního oddělení ústředního výboru KS Číny (do prosince 1989), v červnu 1987 proto odevzdal plánovací komisi do rukou Jao I-lina, ale státním poradcem zůstal do konce funkčního období vlády v dubnu 1988. Politicky patřil ke konzervativnímu křídlu vedení strany, vedenému Čchen Jünem. A Čchen Jün se svými spojenci prosadil povýšení Sung Pchinga do politbyra na nadcházejícím sjezdu. Na prvním zasedání nového ústředního výboru koncem XIII. sjezdu byl zvolen členem politbyra. Při reorganizaci vedení strany v červnu 1989, kdy byli odvoláni politici nesouhlasící se zásahem armády v Pekingu, byl – ve věku 72 let – zvolen do stálého výboru politbyra (s novým generálním tajemníkem Ťiang Ce-minem a novým vrchním ideologem Li Žuej-chuanem). Ve funkci i nadále odpovídal za řízení stranického aparátu po organizační a personální stránce.
Na XIV. sjezdu KS Číny v říjnu 1992 již nekandidoval do ústředního výboru a po sjezdu odešel do důchodu. I jako penzista se těšil nemalé autoritě a k jeho mínění stranické vedení přihlíželo i nadále. Ještě roku 2005 publikoval článek, ve kterém vysoce hodnotil ekonomické ideje Čchen Jüna ( v 80. letech vůdčího zastánce konzervativnějšího přístupu k ekonomice) a nepřímo kritizoval výrazné sociální rozdíly vzniklé v důsledku ekonomických reforem. I v 21. století se přes velmi vysoký věk se účastnil událostí významných pro komunistickou stranu, například slavnostních zahájení a ukončení stranických sjezdů (naposled XX. sjezdu v říjnu 2022), v červenci 2021 konference na oslavu 100. výročí založení Komunistické strany Číny a podobně.